# Crkovec
Crkovec falu Horvátországban Varasd megyében. Közigazgatásilag Lepoglavához tartozik.

## Fekvése
Varasdtól 26 km-re nyugatra, községközpontjától 4 km-re északnyugatra fekszik.

## Története
1857-ben 213, 1910-ben 435 lakosa volt.
A trianoni békeszerződésig Varasd vármegye Ivaneci járáshoz tartozott. 2001-ben 71 háza és 240 lakosa volt.

## Külső hivatkozások
- Lepoglava város hivatalos oldala
- Lepoglava turisztikai egyesületének honlapja